# Klein Trebbow

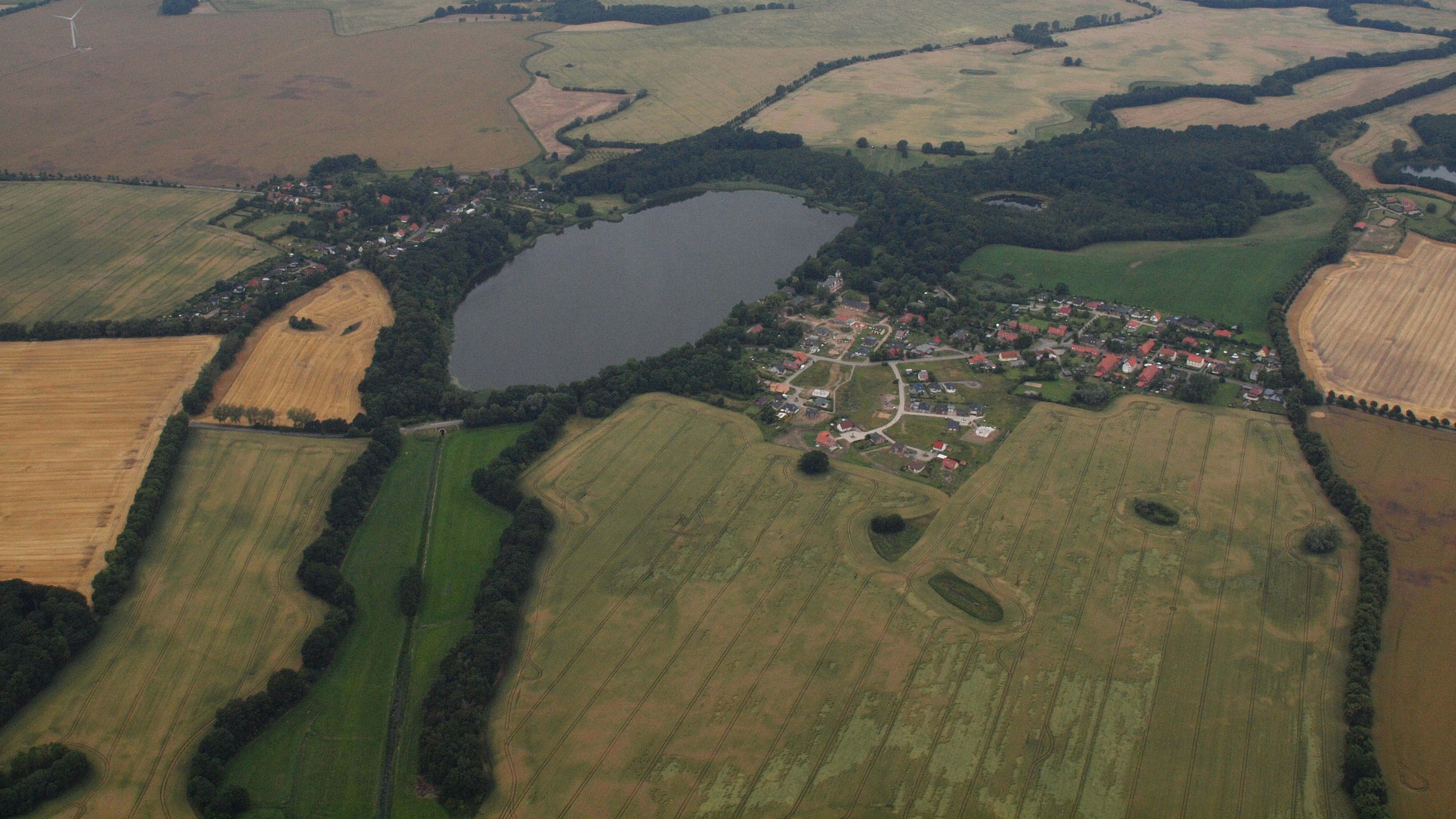
Klein Trebbow, Luftaufnahme (2014)

Klein Trebbow ist eine mecklenburgische Gemeinde im Süden des Landkreises Nordwestmecklenburg in Mecklenburg-Vorpommern (Deutschland). Sie wird vom Amt Lützow-Lübstorf mit Sitz in der Gemeinde Lützow verwaltet.

## Geografie

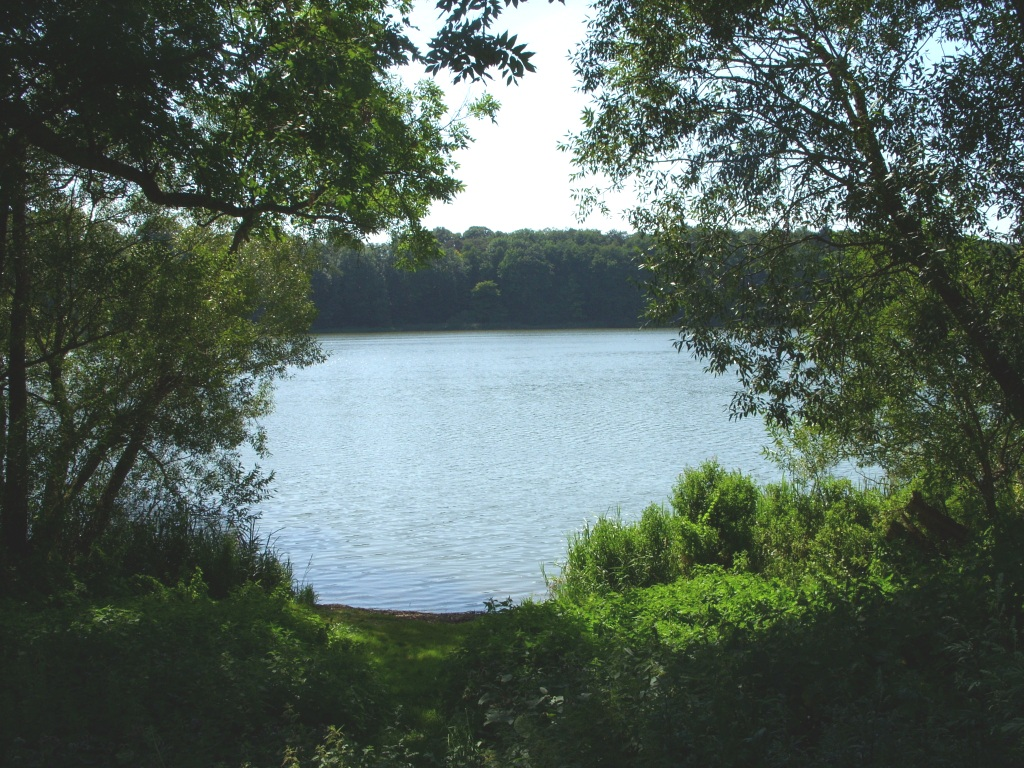
Trebbower See

Die unmittelbar nördlich an die Landeshauptstadt Schwerin angrenzende Gemeinde liegt im Aubach-Grund, einem seenreichen Gebiet, das sich westlich des Schweriner Sees entlangzieht. So befinden sich auf dem Gemeindegebiet der Barnerstücker See, der Kirchstücker See, der Trebbower See und Moore. Die sanften Hügel erreichen hier kaum 60 m ü. NN. Das Aubach-Tal ist ein Landschaftsschutzgebiet, der im nördlichen Gemeindebereich liegende Rugensee genießt besonderen Naturschutz.
Umgeben wird Klein Trebbow von den Nachbargemeinden Lübstorf im Nordosten, Seehof im Osten, Schwerin im Süden, Pingelshagen im Südwesten, Cramonshagen im Westen sowie Alt Meteln im Nordwesten.
Zur Gemeinde gehören die Ortsteile Barner Stück, Groß Trebbow, Kirch Stück, Klein Trebbow und Moorbrink.

## Geschichte
Zwischen Klein Trebbow und Kirch Stück befindet sich ein slawischer Burgwall, welcher die Besiedlung der Region während der Slawenzeit dokumentiert. Unterhalb des Burgwalles, in der Aubachniederung, befindet sich ein frühdeutscher Turmhügel. Steinzeitliche und bronzezeitliche Funde belegen bereits eine Besiedlung einzelner Plätze im Gemeindegebiet im 2. und 1. Jahrtausend v. Chr.

### Klein Trebbow

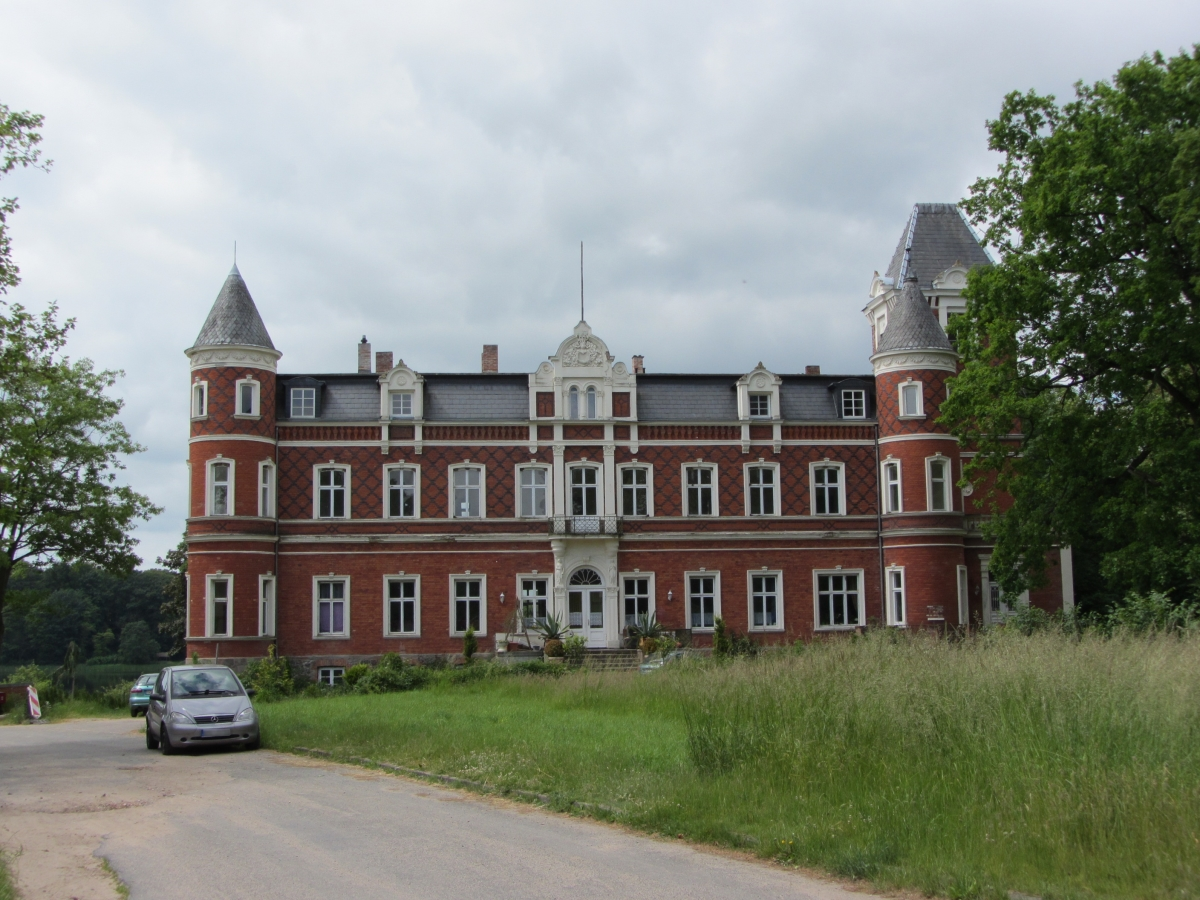
Herrenhaus Klein Trebbow von 1865

Der Ort Klein Trebbow wurde 1284 erstmals schriftlich erwähnt.

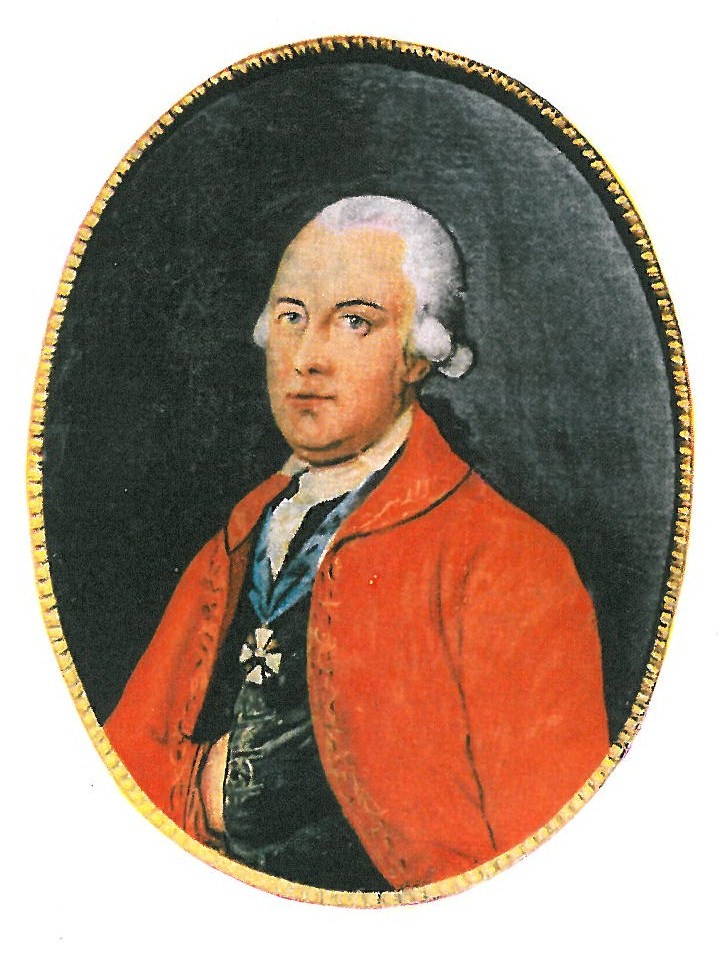
Der Kammerherr und Lübecker Domherr Heinrich Franz von Barner war der erste Besitzer von Klein Trebbow aus der Familie von Barner

Das Gut Klein Trebbow wurde vom Vormund Herzog Albrechts 1326 an einen Vasallen verkauft. Nach weiteren Besitzerwechseln war es von 1774 bis 1945 Eigentum derer von Barner. 1847 entstand die Parkanlage mit seltenen Bäumen. 1865 wurde das heute bestehende Herrenhaus durch den Architekten Hermann Willebrand teilweise auf älteren Kellergewölben errichtet. Auch das Teehaus im Schlossgarten wurde wahrscheinlich nach dem Entwurf von Hermann Willebrand gebaut. Etwa zur gleichen Zeit entstanden die Gutsarbeiterkaten, die mit ihren ziegelsichtigen Fassaden entlang der Dorfstraße heute noch das Ortsbild prägen.
Kurz vor Ende des Zweiten Weltkrieges war Klein Trebbow völlig überfüllt: eine Wehrmachtseinheit von 3000 Soldaten bezog Quartier im Dorf, ein Flüchtlingstreck aus Ostpreußen kam an. Viele dieser Flüchtlinge ließen sich im Ort nieder. Nach der Besetzung des Gebietes durch die Amerikaner im Mai 1945 wurde das Gebiet Ende Juni 1945 von der Roten Armee übernommen. 1946 wurde das Gutshaus in Klein Trebbow, das meist Schloss genannt wird, eine SED-Parteischule.
Von 1952 bis 1992 war das Gut volkseigen. Neben dem Getreideanbau beschäftigte man sich mit Schafzucht, Saatgutvermehrung, Rinderhaltung und anfangs auch mit der Trakehnerzucht.
Das heutige Bild wird durch die alte, aus dem späten 19. Jahrhundert stammende Bebauung entlang der Dorfstraße geprägt; im Bereich der ehemaligen Stallanlagen des Gutes, die in den späten 1990er Jahren abgerissen worden waren, wurden Einfamilienhäuser gebaut.
Schloss Klein Trebbow wurde im Jahre 2018 zur Nutzung durch eine Senioren-Wohngemeinschaft hergerichtet. Seit 2024 wird das Gebäudeäußere umfassend saniert.

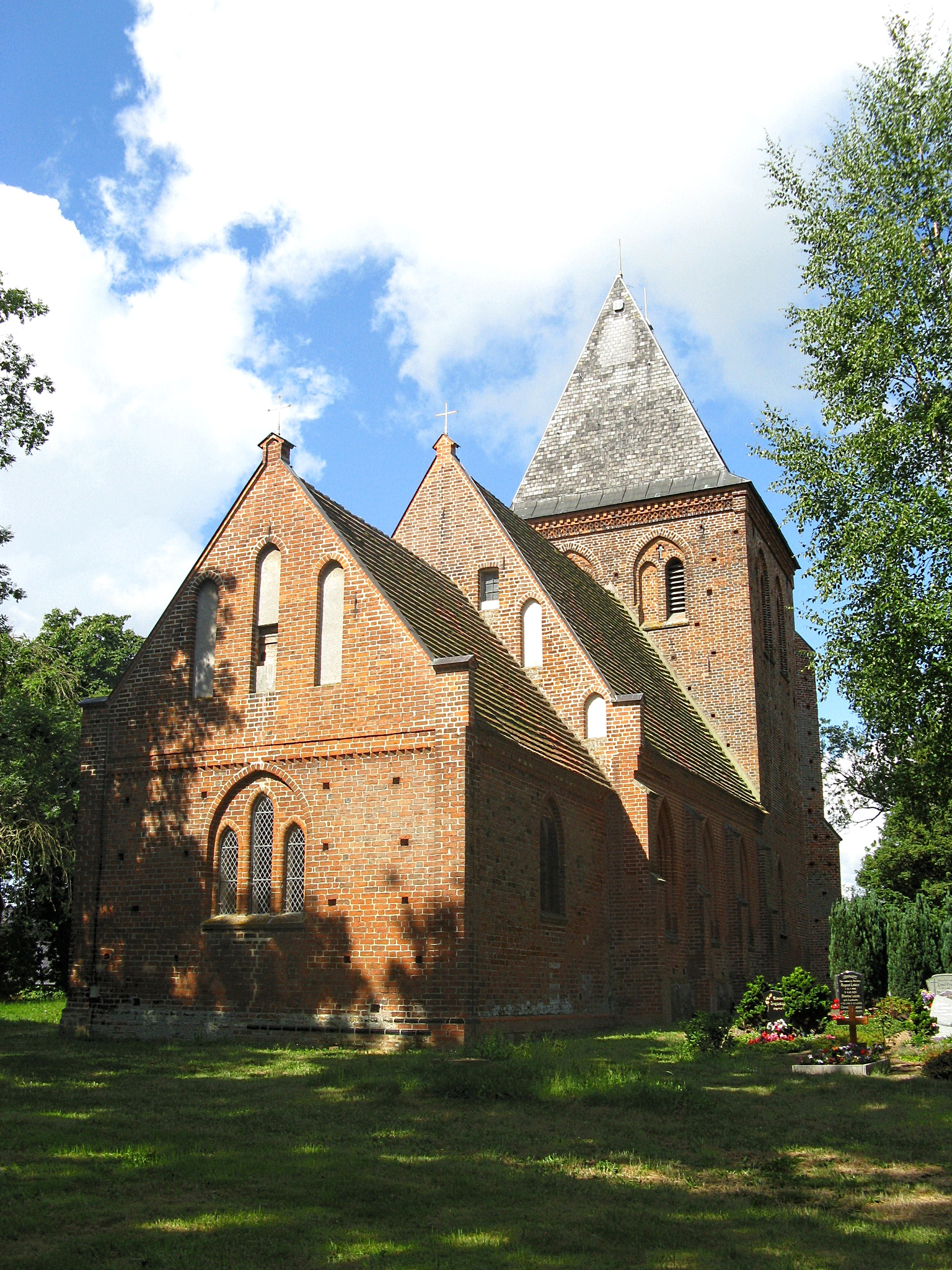
Dorfkirche in Kirch Stück

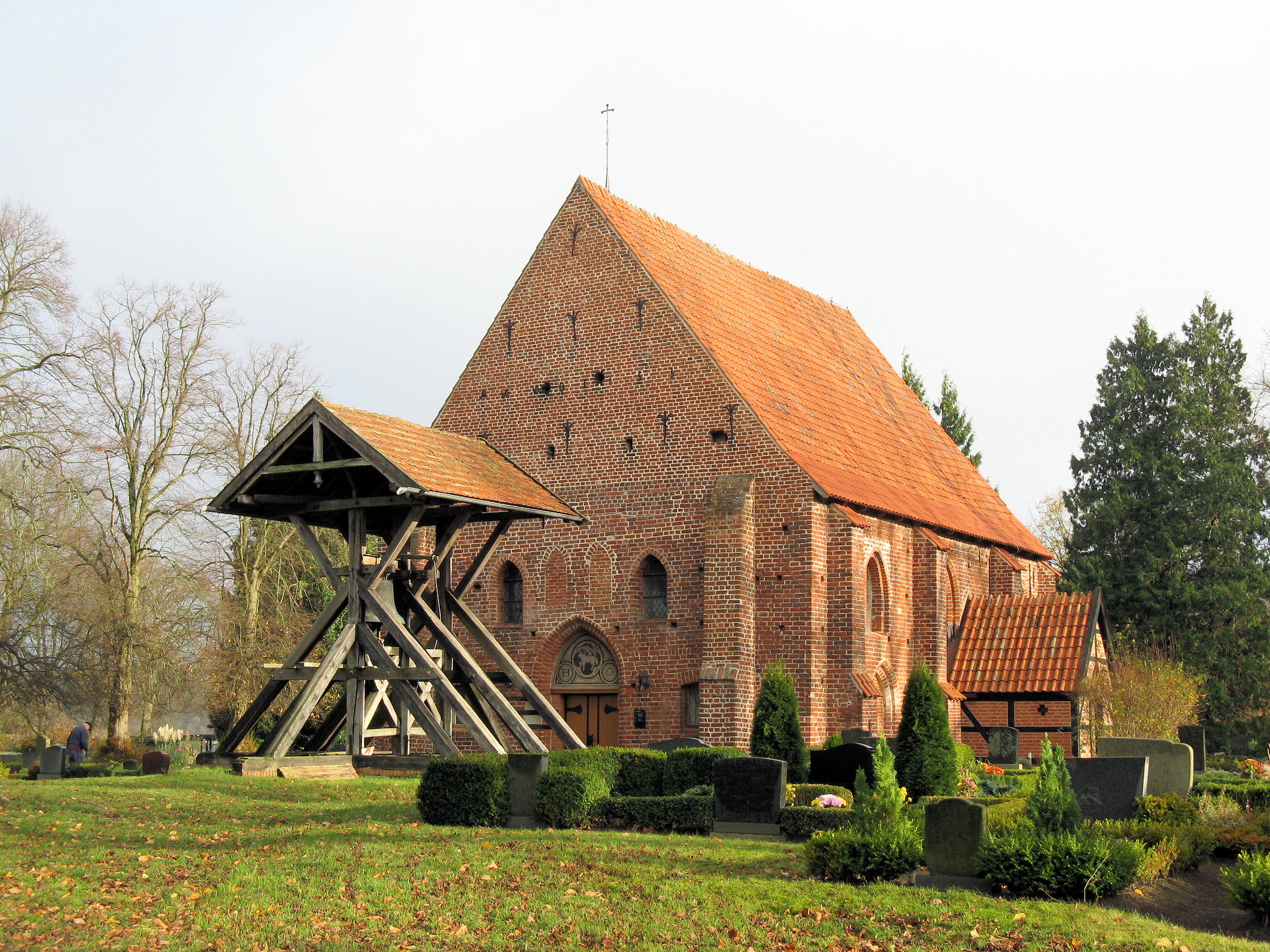
Dorfkirche in Groß Trebbow

### Barner Stück
Der heutige Ortsteil Barner Stück am Barner Stücker See wurde 1345 erstmals genannt.

### Kirch Stück
Der heutige Ortsteil Kirch Stück wurde bereits 1217 erwähnt, als der Dom zu Schwerin eine jährliche Kornhebung aus Stück erhielt. Die Dorfkirche Kirch Stück mit eingezogenem, quadratischem Chor gehört zu den ältesten Kirchenbauten des Schweriner Umlandes und wurde dem heiligen Georg geweiht. Mit dem umgebenden Friedhof prägt die Kirche das heutige Ortsbild.
An der ehemaligen Chaussee, der heutigen Bundesstraße 106, stehen noch ehemalige Gutsarbeiterkaten. Die Gutsanlage selbst wurde vor wenigen Jahren abgerissen, auf der Fläche entsteht ein neues Wohngebiet mit typischen Einfamilienhäusern.

### Groß Trebbow
Der heutige Ortsteil Groß Trebbow wurde erstmals urkundlich 1262 erwähnt. Graf Gunzelin von Schwerin schenkte dem Schweriner Dom als Eigentum die Güter zu Trebbow. Wie die Herren von Stuke auf Stück (Kirch Stück) waren einst die Herren von Trebbow auf Groß und Klein Trebbow ansässig. Um 1358 waren die Familien von Knop im Güterverband zu finden und ab 1418 erhandelte Heinrich von Raben neben Kirch Stück auch Groß und Klein Trebbow, die bis 1720 blieben.
Der Ortsteil wird durch die im Dorfkern stehende und vom Friedhof umgebende spätgotische Dorfkirche aus der Mitte des 15. Jahrhunderts geprägt. Ein freistehender Glockenstuhl steht an der Westseite des Langhauses.
Groß Trebbow hatte bis Mitte des 19. Jahrhunderts eine Bockwindmühle, danach entstand dort 1848 eine Holländerwindmühle, die die damaligen Gutsherren von Barner an den ersten Müller, Johann Facklam, verpachteten. 1961 brannte die Mühle aus und um 1977 wurde sie abgerissen. Am Aubach, am Ablauf des Trebbower Sees, sind undatierte Reste einer Wassermühle nachweisbar.
Am 1. Juli 1950 wurde Groß Trebbow eingegliedert.

### Moorbrink
Der kleine Ortsteil Moorbrink mit seiner sehr aufgelockerten Bebauung ist eine Gründung des Jahres 1751. Durch archäologische Grabungen 1998 konnten jedoch auch in diesem Ortsteil slawische Funde geborgen werden, die auf eine Besiedlung in dieser Zeit verweisen.

### Gedenkstätte

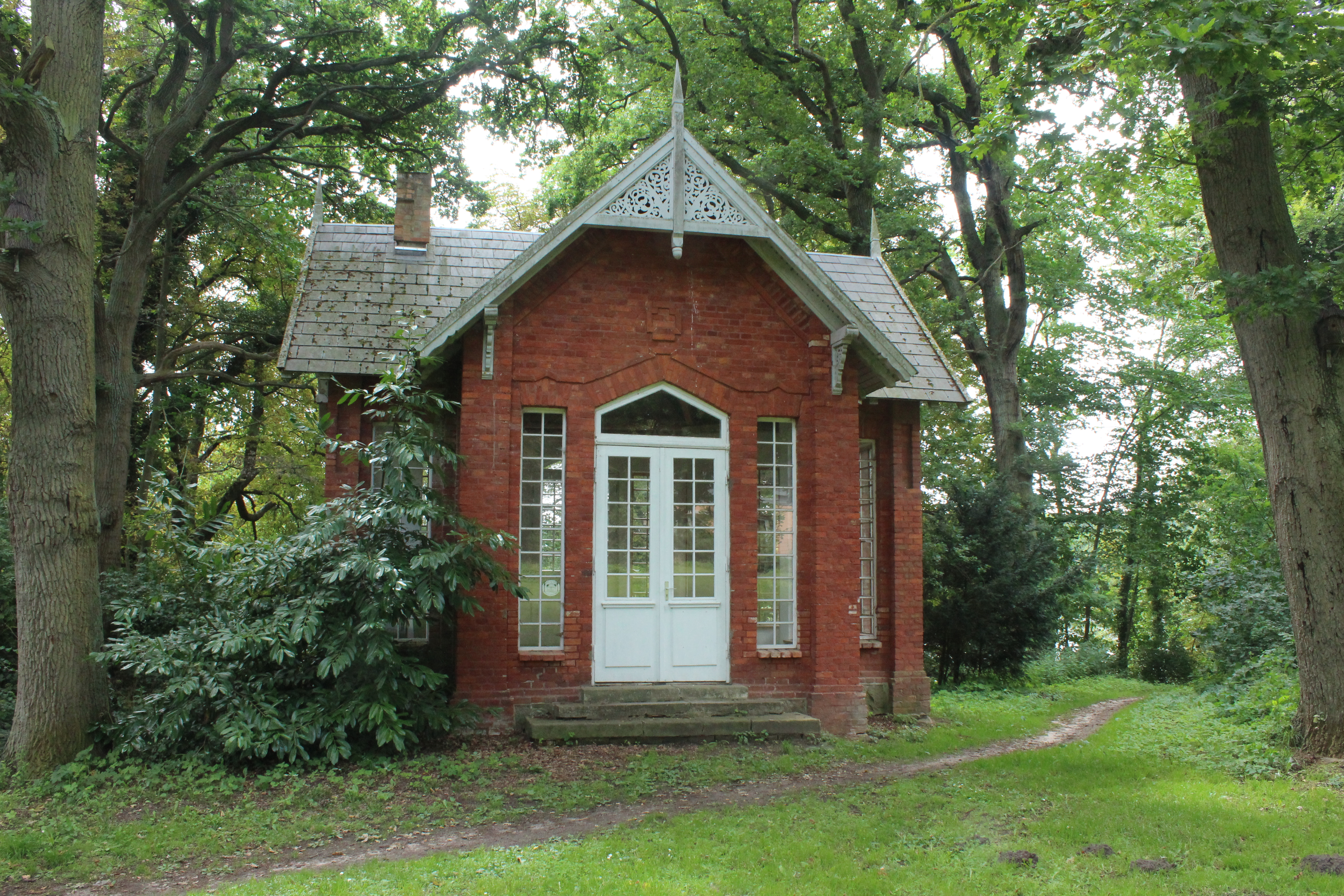
Teehaus (2020)

Fritz-Dietlof von der Schulenburg, ein aktives Mitglied des Widerstandes und Mitinitiator traf sich in Klein Trebbow 1944 mit Claus Graf Schenk von Stauffenberg zur Vorbereitung des Attentates auf Adolf Hitler, das am 20. Juli des gleichen Jahres fehlschlug. Anlässlich des 60. Jahrestages des Hitlerattentates im Juli 2004 wurde die erste Ausstellung im Teehaus des Schlosses eröffnet, sie wurde durch den Förderverein Denkstätte Teehaus Trebbow e. V. gestaltet. Jährlich in den Sommermonaten wird ein neues historisches Thema durch den Verein in einer Ausstellung aufgegriffen.

## Dienstsiegel
Die Gemeinde verfügt über kein amtlich genehmigtes Hoheitszeichen, weder Wappen noch Flagge. Als Dienstsiegel wird das kleine Landessiegel mit dem Wappenbild des Landesteils Mecklenburg geführt. Es zeigt einen hersehenden Stierkopf mit abgerissenem Halsfell und Krone und der Umschrift „GEMEINDE KLEIN TREBBOW • LANDKREIS NORDWESTMECKLENBURG“.

## Infrastruktur
Die Nähe zu Schwerin ließ Klein Trebbow zu einem gefragten Wohnstandort werden. Durch die Gemeinde verläuft die Bundesstraße 106. Die nächsten Bahnhöfe befinden sich in Lübstorf und Schwerin.